# Торонто Блю Джейс
Торонто Блю Джейс (англ. Toronto Blue Jays) — профессиональный бейсбольный клуб, базирующийся в Торонто, Онтарио. Выступает в Восточном дивизионе AL MLB. Домашние матчи проводит на стадионе Rogers Centre.
Название команды дано в честь голубой сойки. Также, синий - один из традиционных цветов спортивных команд из Торонто - хоккейного Мейпл Лифс и Торонто Аргонавтс, представляющего канадский футбол.
Франшиза основана в 1977 году в ходе четвёртого расширения MLB. Клуб стал вторым неамериканским в составе Главной лиги бейсбола, а сейчас является единственным - после переезда Монреаль Экспос в Вашингтон в 2004 году. Первого успеха команда добилась в 1985 году, выиграв свой дивизион. В 1992 и 1993 годах выигрывала Мировую серию.

## История

### 1977 - 1994 Эра Патрика Гиллика

#### 1977 - 1981
Первая игра в истории Блю Джейс состоялась 7 апреля 1977 года против Чикаго Уайт Сокс в Торонто. Игра больше запомнилась небольшой метелью, начавшейся сразу после начала матча. Торонто Блю Джейс одержали победу со счётом 9:5, двумя хоум-ранами отметился Дуг Олт. Всего в своём первом сезоне Джейс одержали 54 победы и потерпели 107 поражений. Итогом стало последнее место в дивизионе. После завершения неудачного сезона, ассистент генерального менеджера Пэт Гиллик сменил на посту руководителя Питера Баваси. Гиллик остался на этом посту до 1994 года.
В сезоне 1978 года команда улучшила свой результат, одержав 59 побед, но всё равно осталась на последнем месте в дивизионе. В 1979 году результатом стали 53 победы при 109 поражениях, а шорт-стоп команды Альфредо Гриффин был назван новичком года вместе с Джоном Кастино из Миннесоты Твинс.
В 1980 году пост менеджера занял Бобби Мэттик. Под его руководством Блю Джейс одержали 67 побед, потерпели 95 поражений. Джим Клэнси записал на свой счёт 13 побед, а Джон Мэйберри стал первым игроком Джейс, сделавшим 30 хоум-ранов за сезон.
В сезоне 1981 года, разделённом забастовкой игроков, Торонто финишировал на последнем месте в дивизионе в обеих частях чемпионата, общий результат - 37 побед при 69 поражениях.

#### 1982 - 1984
В 1982 году пост менеджера занял Бобби Кокс. Команда провела первый относительно удачный сезон, одержав 78 побед при 84 поражениях, что позволило ей уйти с последнего места в дивизионе.
В 1983 году впервые в истории франшизы сезон был завершён с преобладанием побед (89 при 73 поражениях) на четвёртом месте в дивизионе. От будущего победителя Мировой серии Балтимор Ориолс, Блю Джейс отстали на 9 побед. Первый бейсмен команды Вилли Апшоу стал первым в истории клуба, сумевшим сделать 100 RBI за сезон.
В 1984 году команда продолжила прогрессировать и заняла второе место, сразу после другого будущего победителя Мировой серии - Детройт Тайгерс. После завершения сезона команду покинул Альфредо Гриффин, перешедший в Окленд Атлетикс. Его место занял молодой доминиканец Тони Фернандес, ставший любимцев фанатов команды на долгие годы.

#### 1985 Первый титул
В 1985 году Блю Джейс выиграли первый титул в своей истории - одержали первую победу в Восточном дивизионе AL. Стилем команды стали мощная подача и сбалансированное нападение. Великолепный сезон провёл Тони Фернандес, а питчер-ветеран Дойл Александер одержал 17 побед, включая ключевую игру за титул в дивизионе. Решение вызвать в команду по ходу сезона релиф-питчера Тома Хенке также полностью оправдало себя. Всего команда одержала 99 побед, что стало клубным рекордом, и на две победы опередила «Нью-Йорк Янкис». В серии за победу в Американской лиге Блю Джейс сошлись с Канзас-Сити Роялс. Блю Джейс вели в серии со счётом 3:1, однако уступили три игры подряд и проиграли её 3:4, а Роялс впоследствии выиграли Мировую серию. По итогам сезона Бобби Кокс получил приз Менеджеру года MLB и покинул Блю Джейс, заняв пост генерального менеджера Атланты.

#### 1986 - 1988
У руля Блю Джейс встал Джими Уильямс. Под его руководством повторить достижения прошлого сезона не удалось. Команда заняла четвёртое место, одержав 86 побед при 76 поражениях. Лидерами нападения стали Джесс Барфилд и Джордж Белл, сделавшие 40 и 31 хоум-ран соответственно. Питчеры Джим Клэнси, Марк Айхорн и Джимми Кей одержали по 14 побед каждый.
В 1987 году Блю Джейс имели преимущество в  3½ победы, однако затем уступили семь игр подряд и финишировали со вторым результатом в MLB, однако не прошли в плей-офф, уступив первенство в дивизионе Детройт Тайгерс. Джордж Белл получил приз MVP Американской лиги (0.308 AVG, 47 HR, 134 RBI), став первым в составе Блю Джейс его обладателем.
В 1988 году повторить успех предыдущего сезона снова не удалось. Сезон был завершён на третьем месте, разделённом с Милуоки Брюэрс.

#### 1989—1991
В 1989 году Блю Джейс получили новый дом — в середине сезона была открыта арена Skydome. Также этот сезон стал началом выдающейся пятилетки для команды. В мае Джими Уильямс был уволен, а на его место назначили Кларенса Гастона, известного под прозвищем Ситу. На момент увольнения Уильямса в активе команды было 12 побед при 24 поражениях, однако под руководством Гастона игра Джейс преобразилась. Команда одержала победу в дивизионе, выиграв 89 матчей и проиграв 73. 28 мая был сыгран последний матч на Exhibition Stadium, а 5 июня состоялась первая игра на новом стадионе — завершилась она поражением от Милуоки Брюэрс со счётом 3:5. Завершением сезона стала серия за титул Американской лиги против Окленд Атлетикс, проигранная со счётом 1:4.
В 1990 году Блю Джейс снова провели хороший сезон, но финишировали вторыми в дивизионе после Ред Сокс, отстав на две игры. В выездной игре против Кливленд Индианс Дейв Стиб сделал ноу-хиттер. До сезона 2014 года этот ноу-хиттер оставался единственным в активе питчеров Блю Джейс. В межсезонье Блю Джейс провели один из крупнейших обменов в своей истории — звёздный шортстоп Тони Фернандес вместе с первым бейсменом Фредом МакГриффом отправились в Сан-Диего Падрес, а в Торонто перебрались аутфилдер Джо Картер и второй бейсмен Роберто Аломар. Также, команду пополнил центрфилдер Девон Уайт из Калифорния Энджелз. Эти сделки, особенно с Сан-Диего, сыграли важную роль в будущих успехах команды.
Картер, Аломар и Уайт стали эффективным дополнением к атаке Блю Джейс и привели команду к победе в дивизионе в 1991 году. Однако постсезон снова не оправдал ожиданий — Блю Джейс уступили Миннесоте. В этом сезоне Блю Джейс стали первой командой в истории MLB, суммарная посещаемость матчей которой превысила 4.000.000 зрителей.

#### 1992 Первая Мировая серия для Канады
После завершения сезона 1991 года, состав Джейс пополнился питчером Джеком Моррисом, который перед этим привёл Твинс к победе в Мировой серии, отыграв в решающем седьмом матче 10 иннинговый шатаут и признанный MVP Мировой серии. Состав пополнился и ветераном Дэйвом Уинфилдом, взятым на роль назначенного бьющего.
Сезон 1992 года для команды прошёл удачно. Джейс одержали 96 побед при 66 поражениях, опередив ставших вторыми Милуоки Брюэрс на 4 игры. В играх Чемпионской серии Блю Джейс сошлись с Окленд Атлетикс и одержали победу со счётом 4:2. Ключевым моментом серии стала четвёртая игра, по ходу которой Торонто после седьмого иннинга уступал 1:6, но сумел переломить ход матча и вырвать победу со счётом 7:6 в 11 иннингах. Джейс повели в серии 3:1 и довели её до победы.
В Мировой серии Блю Джейс встретились с Атлантой. Для Атланты это была вторая Мировая серия подряд - в 1991 году они уступили серию Миннесоте - 3:4. Ключевой игрой финала стала вторая, в которой резервист Эд Спраг сделал двухочковый хоум-ран в девятом иннинге против клоузера Брейвс Джеффа Риардона, выведя Блю Джейс вперёд 5:4. В третьей игре Торонто одержал победу благодаря хиту Кэнди Мальдонадо в девятом иннинге - 3:2. Четвёртая игра завершилась со счётом 2:1, также в пользу Блю Джейс - блестяще сыграл Джимми Кей, по ходу пяти иннингов выбив пятнадцать отбивающих Атланты подряд. Завершить серию на домашней арене Блю Джейс не удалось - пятая игра состоялась 22 октября 1992 года, Атланта одержала победу со счётом 7:2. Шестая игра серии получилась напряжённой - внизу девятого иннинга Торонто был в шаге от победы, но Отис Никсон заработал очко и сравнял счёт. В одиннадцатом иннинге удар Дэйва Уинфилда в левую часть поля принёс Торонто два очка. Атланта отыграла одно, но большего добиться не сумела - реливер Блю Джейс Майк Тимлин поймал бант Отиса Никсона и бросил мяч на первую базу Джо Картеру, завершив игру и серию.
Блю Джейс стали первой неамериканской командой в истории MLB, выигравшей Мировую серию. Кэтчер Джейс Пэт Бордерс был назван MVP серии с процентом отбивания 0.450, одним хоум-раном и 3 RBI. Взятый с прицелом на плей-офф Джек Моррис, вопреки своей репутации, провалил игры постсезона, записав на свой счёт три поражения в трёх матчах. При этом он отлично провёл регулярный чемпионат, став первым питчером в истории Блю Джейс, одержавшим 20 побед, и завершил сезон с результатом 21 победа - 6 поражений с показателем ERA 4.04.

#### 1993 Второй титул подряд
После победного сезона, состав команды покинули герой Мировой серии Дэйв Уинфилд и клоузер Том Хенке. На их место в качестве свободных агентов пришли назначенный бьющий из Милуоки Брюэрс Пол Молитор и стабильно успешно играющий в плей-офф Дэйв Стюарт из Окленд Атлетикс.
В 1993 году в составе Торонто оказалось сразу семь участников Матча всех звёзд - аутфилдеры Девон Уайт и Джо Картер, инфилдеры Джон Олеруд и Роберто Аломар, назначенный бьющий Пол Молитор, стартовый питчер Пэт Хентген и клоузер Дуэйн Уорд. В августе был подписан Рикки Хендерсон, попортивший много крови поклонникам Блю Джейс во время своих выступлений за Окленд.
Сезон Джейс провели уверенно, одержав 95 побед при 67 поражениях и опередив «Нью-Йорк Янкис» на семь игр, выиграв свой дивизион третий год подряд. В Чемпионской серии со счётом 4:2 была одержана победа над Чикаго Уайт Сокс, а в Мировой серии с тем же счётом была повержена Филадельфия Филлис. Особо захватывающей получилась четвёртая игра серии, в которой Торонто отыгрался со счёта 9:14 и вырвал победу 15:14, поведя в серии 3:1. На данный момент это самая результативная игра в истории Мировой серии. В шестой игре Блю Джейс вели со счётом 5:1, в седьмом иннинге пропустили пять очков, а в девятом иннинге Джо Картер выбил трёхочковый уолк-офф хоум-ран, завершив серию. В истории MLB это вторая серия, завершённая таким образом (первая состоялась в 1960 году и уолк-офф хоум-ран сделал Билл Мазероски).
Пол Молитор был признан MVP Мировой серии с процентом отбивания 0.500. В ходе регулярного сезона, трио игроков Блю Джейс - Олеруд, Молитор и Аломар - заняли первые три места в списке лучших отбивающих Американской лиги. Олеруд стал первым с рекордом франшизы - 0.363. Кроме того, впервые в истории лиги три лучших отбивающих представляли одну команду.

#### 1994
После двух побед в Мировой серии, ожидания от нового сезона были самыми высокими. Однако, результатом стали 55 побед и 60 поражений, третье место с отставанием в 16 игр от «Нью-Йорк Янкис» на момент начала забастовки игроков. Сезон стал первым проигрышным с 1982 года. Олеруд, Картер и Молитор находились в расцвете карьеры, однако питчеры Блю Джейс выступили в этом году очень неудачно. Хуан Гусман отлично игравший в первых трёх сезона (40 побед, 11 поражений, 3.28 ERA), в 1994 году одержал 12 побед при 11 поражениях с показателем ERA 5.68. При этом отличные перспективы на будущее показало трио молодых игроков Блю Джейс - Алекс Гонсалес, Карлос Дельгадо и Шон Грин. К моменту старта забастовки, вторая канадская команда Лиги Монреаль Экспос показывала один из лучших результатов в сезоне в результате чего некоторые заговорили о возможности появления в Канаде третьей команды MLB.
31 октября 1994 года много лет бывший генеральным менеджером команды Пэт Гиллик подал в отставку. Бразды правления принял Горд Эш, занимавший этот пост до 2001 года.

### 1995 - 2001 Эра Горда Эша

#### 1995 - 2000
Сезон 1995 года вернул поклонников Блю Джейс, привыкших к успехам за 12 последних лет, на землю. Сезон напоминал свободное падение и завершился для команды на последнем месте в дивизионе - 56 побед и 88 поражений, 30 игр отставания от Бостон Ред Сокс.
1996 год ознаменовался ещё одним средним сезоном, несмотря на то, что Пэт Хентген получил Приз Сая Янга (20 побед, 11 поражений, 3.22 ERA). Эд Спраг провёл лучший сезон в карьере, выбив 36 хоум-ранов и сделав 101 пробежку. Команда же одержала 74 победы, что позволило ей занять четвёртое место в дивизионе и улучшить результат прошлого года.
Сезон 1997 года Блю Джейс начали с большими надеждами, связанными не только с изменением формы. Был подписан контракт с бывшей звездой Ред Сокс Роджером Клеменсом на сумму $24.750.000. Клеменс провёл один из лучших сезонов и по его итогам стал обладателем «Тройной короны» - 21 победа, 7 поражений, 2.05 ERA и 292 страйк-аута. Этого оказалось недостаточно, чтобы вывести Блю Джейс в постсезон - команда одержала 76 побед при 86 поражениях и второй раз за три года заняла последнее место в дивизионе. Ситу Гастон, четырежды приводивший команду к победе в дивизионе и два раза выигравший Мировую серию, был уволен за пять игр до окончания чемпионата. Сезон также принёс новые ощущения болельщикам - впервые, в рамках игр против команд Национальной лиги, Блю Джейс встретились с Монреаль Экспос.
Перед стартом сезона 1998 года состав Блю Джейс пополнился клоузером Рэнди Майерсом и отбивающим Хосе Кансеко. У руля команды встал бывший игрок команды Тим Джонсон, не имеющий никакого менеджерского опыта. Несмотря на средние показатели отбивающих, блестящая игра Клеменса, второй сезон взявшего «Тройную корону» (20 побед, 6 поражений, 2.65 ERA, 271 страйк-аут), позволила команде завершить чемпионат с преобладанием побед - 88 при 74 поражениях - впервые с 1993 года. Этого хватило чтобы занять третье место в дивизионе, отстав на 26 игр от «Нью-Йорк Янкис», которые показали один из лучших результатов в истории - 114 побед и 48 поражений. Тем не менее, до последней недели чемпионата Джейс претендовали на получение wildcard.
Перед стартом сезона 1999 года команду покинул Роджер Клеменс, обменянный в «Нью-Йорк Янкис» на стартового питчера Дэвида Уэллса, второго бейсмена Гомера Буша и релиф-питчера Грэма Ллойда. Кроме того, во время весенних игр был уволен Тим Джонсон, после его лжи о некоторых вещах (в том числе, об убийствах людей во время Войны во Вьетнаме) с целью мотивировать игроков. Место Джонсона занял Джим Фрегоси, руководивший Филлис во время Мировой серии 1993 года. Нападение команды в этом сезоне показало себя лучше, однако питчерская горка без Клеменса опустела. Блю Джейс одержали 84 победы при 78 поражениях и завершили чемпионат на третьем месте в дивизионе. После окончания сезона, прослуживший более двадцати лет, маскот BJ Birdy уступил своё место двум новым, получившим имена Ace и Diamond.
8 ноября 1999 года Блю Джейс обменяли звёздного аутфилдера Шона Грина в Лос-Анджелес Доджерс на леворукого релиф-питчера Педро Борбона и правого филдера Рауля Мондеси. Грин заранее уведомил руководство что не собирается подписывать новый контракт, а при обмене учли желание игрока выступать ближе к его дому в Южной Калифорнии.
2000 год принёс аналогичный сезон, в котором Джейс выиграли 83 матча, проиграв 79, снова проиграв в гонке за wildcard и заняв третье место в дивизионе. При этом впервые с 1993 года команда боролась за победу в нём. Блестящий год провёл Карлос Дельгадо - отбивая с процентом 0.344, он сделал 41 хоум-ран, 57 даблов, 137 RBI, 123 уока и 115 пробежек.

#### 2000—2001
1 сентября 2000 года корпорация Rogers Communications приобрела 80 % акций команды за $160 млн, 20 % акций сохранились у компании Interbrew, а Canadian Imperial Bank of Commerce отказался от своей доли в размере 10 %. Позднее Rogers выкупили оставшиеся 20 % акций и сейчас являются единственным собственником франшизы.
Сезон 2001 года стал для команды двадцать пятым в истории. Перед его началом пост менеджера занял Бак Мартинес, бывший кэтчер и комментатор. Итоги сезона оказались неутешительным — 80 побед и 82 поражения, не самая удачная игра питчеров и отбивающих. Лидером команды снова стал Дельгадо, выбивший 39 хоум-ранов и 102 RBI. После завершения чемпионата Горд Эш был уволен после семи лет руководства клубом.
Новым генеральным менеджером команды стал Джей Пи Риккьярди, одной из первостепенных задач которого стало сокращение зарплатной ведомости команды. Команду покинул ряд популярных игроков — Алекс Гонсалес, Пол Куантрилл, Брэд Фуллмер и Билли Кох. Шанс проявить себя на высшем уровне получили такие молодые игроки как Эрик Хинске и Фелипе Лопес.

### 2002 - 2009 Эра Джей Пи Риккьярди и Роя Халладэя

#### 2002
Сезон команда начала очень слабо. После первой трети чемпионата был уволен Мартинес, команда за это время одержала 20 побед при 33 поражениях. Пост менеджера занял тренер третьей базы Карлос Тоска, имевший опыт работы в низших лигах. Под его руководством Блю Джейс улучшили результаты и сезон завершили с 78 победами и 84 поражениями. Рой Халлидей стал главной звездой команды, одержав 19 побед при 7 поражениях с ERA 2.93. Лучшим из отбивающих снова стал Дельгадо. На ключевые роли стали претендовать многообещающие молодые игроки: Эрик Хинске получил приз Новичку года, а 23-летний центрфилдер Вернон Уэллс завершил свой первый сезон сделав 100 RBI.
- Итоги сезона - 78 побед, 84 поражения, % побед - 0.481, третье место в дивизионе

#### 2003
В этом сезоне команда преподнесла сюрприз как своему менеджменту, так и бейсбольным аналитикам. После посредственного апреля, Блю Джейс показали фантастическую игру в мае. Карлос Дельгадо лидировал в Лиге по количеству RBI, вторым после него шёл Уэллс. Тем не менее, успехи бьющих снова были сведены на нет неудачной игрой питчеров команды. Исключением стал Халлидей, по итогам сезона получивший свой первый Приз Сая Янга - 22 победы при 7 поражениях, 3.25 ERA. В июле в Твинс был обменян Шэннон Стюарт, вместо него в состав влился Бобби Келти. Несмотря на то, что Джейс завершили сезон на третьем месте в дивизионе, Карлос Дельгадо занял второе место в голосовании за приз самому ценному игроку. Пришедший по ходу сезона Келти, после его окончания отправился в Окленд Атлетикс, а оттуда пришёл стартовый питчер Тед Лилли.
- Итоги сезона - 86 побед, 76 поражения, % побед - 0.531, третье место в дивизионе

#### 2004
Сезон 2004 года стал разочаровывающим с самого начала. Стартовый отрезок на своём поле команда завершила, уступив в восьми играх подряд. Отчасти это было связано с травмами лидеров команды - Дельгадо, Уэллса и Халлидея. Относительно удачно их заменили Тед Лилли, Мигель Батиста и реливер Джастин Спейер. Ветеран команды Пэт Хентген играл неудачно и 24 июля объявил о завершении карьеры. В ротации команды участвовали призванные из D-лиги Дэйв Буш, Джейсон Фрейзор, Джош Тауэрс и другие. Тем не менее, команда не показывала результат. После серии из пяти поражений подряд, 8 августа, был уволен Карлос Тоска. Его сменил тренер первой базы Джон Гиббонс. После завершения сезона многолетний лидер команды Карлос Дельгадо стал свободным агентом. Надежды поклонников команды на будущее были связаны с молодыми игроками - Рассом Адамсом, Гейбом Гроссом, Алексом Риосом. Единственным представителем Блю Джейс на All Star Game стал Тед Лилли. 
- Итоги сезона - 67 побед, 94 поражения, % побед - 0.416, пятое место в дивизионе

#### 2005
В этом году Skydome сменил своё имя на Rogers Centre и был реконструирован. Команда показала хороший старт, с самого начала возглавив таблицу и сохраняя темп до августа. Неприятностью для команды стал перелом пальца у третьего бейсмена Кори Коски, но его на удивление удачно заменил новичок Аарон Хилл. 8 июля, перед перерывом на звёздный уикэнд, перелом ноги получил Халлидей. Процесс восстановления постоянно осложнялся и в итоге лидер Блю Джейс пропустил остаток сезона. До его травмы Джейс активно боролись за wildcard, однако затем выбыли из гонки. В сентябре команду пополнил ряд перспективных игроков - Гильермо Кирос, Джон-Форд Гриффин и Шон Маркум. Маркум запомнился 0.00 ERA сыграв пять игр в амплуа релиф-питчера и восемь иннингов в сентябре. Не отставал и Джош Тауэрс, во второй половине сезона показав 2.91 ERA при 7 победах и 5 поражениях.
- Итоги сезона - 80 побед, 82 поражения, % побед - 0.494, третье место в дивизионе

#### 2006
В 2006 году Блю Джейс провели один из самых удачных сезонов за несколько лет. В июле на Матче всех звёзд Торонто представляли Трой Глос, Вернон Уэллс, Рой Халлидей, Би Джей Райан и Алекс Риос. Такая внушительная делегация от Джейс собралась впервые с 1993 года. Джейс хорошо провели сентябрь - ключевой месяц чемпионата - одержав 18 побед при 10 поражениях. Вместе со спадом Ред Сокс это позволило команде закрепиться на втором месте в дивизионе. Впервые с 1993 года, Блю Джейс поднялись выше третьего места в дивизионе по итогам чемпионата. После завершения сезона был подписан новый контракт с Верноном Уэллсом. Срок соглашения составил семь лет, а общая сумма - $126 млн.
- Итоги сезона - 87 побед, 75 поражения, % побед - 0.537, второе место в дивизионе

#### 2007

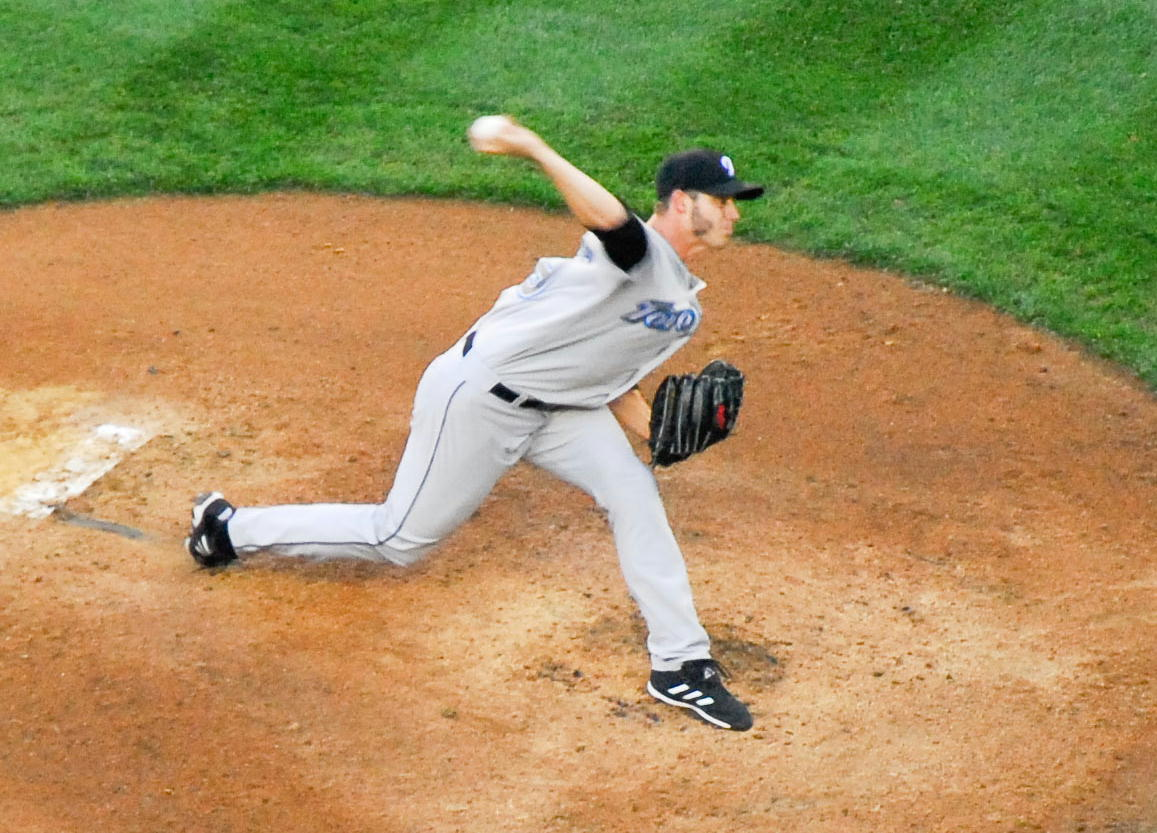
Дастин МакГоуэн подаёт за Блю Джейс

Сезон отметился для Блю Джейс эпидемией травм. В лазарете команды оказалось сразу двенадцать игроков. Наиболее серьёзная травма была у Би Джей Райана, который пропустил сезон полностью. Не очень удачной была и селекция: перед стартом чемпионата были подписаны контракты с Джоном Томсоном, Томокадзу Ока и Виктором Замбрано. Все они покинули команду ещё до окончания сезона. При этом хорошо провели чемпионат молодые Шон Маркум и Дастин МакГоуэн, одержав по 12 побед каждый. 28 июня Фрэнк Томас стал двадцать первым игроком в истории MLB, выбившим 500 хоум-ранов. Ещё одним отличившимся стал Аарон Хилл, установивший рекорд клуба для вторых бейсменов, сделав 47 даблов. 
- Итоги сезона - 83 побед, 79 поражения, % побед - 0.512, третье место в дивизионе

#### 2008
Этот сезон был отмечен сильной игрой питчеров Блю Джейс, показавших лучший в Лиге ERA - 3.49. Усилия подающих снова были нивелированы слабой игрой в атаке. 24 мая стартер команды Джесс Литч установил клубный рекорд, отыграв 38 иннингов подряд не допустив ни одного уока. 20 июня после серии из пяти поражений, опустивших Джейс на пятое место в таблице дивизиона, был уволен Гиббонс и ряд членов тренерского штаба. Пост менеджера снова занял Ситу Гастон. Алекс Риос по ходу сезона украл 32 базы, став первым игроком Блю Джейс с 2001 года, сделавшим это более 30 раз за сезон. Рой Халлидей 5 сентября одержал свою 129 победу, выйдя на второе место среди игроков Торонто за всю историю команды. Кроме того, он занял второе место в голосовании на Приз Сая Янга. 
- Итоги сезона - 86 побед, 78 поражений, % побед - 0.531, четвёртое место в дивизионе

#### 2009

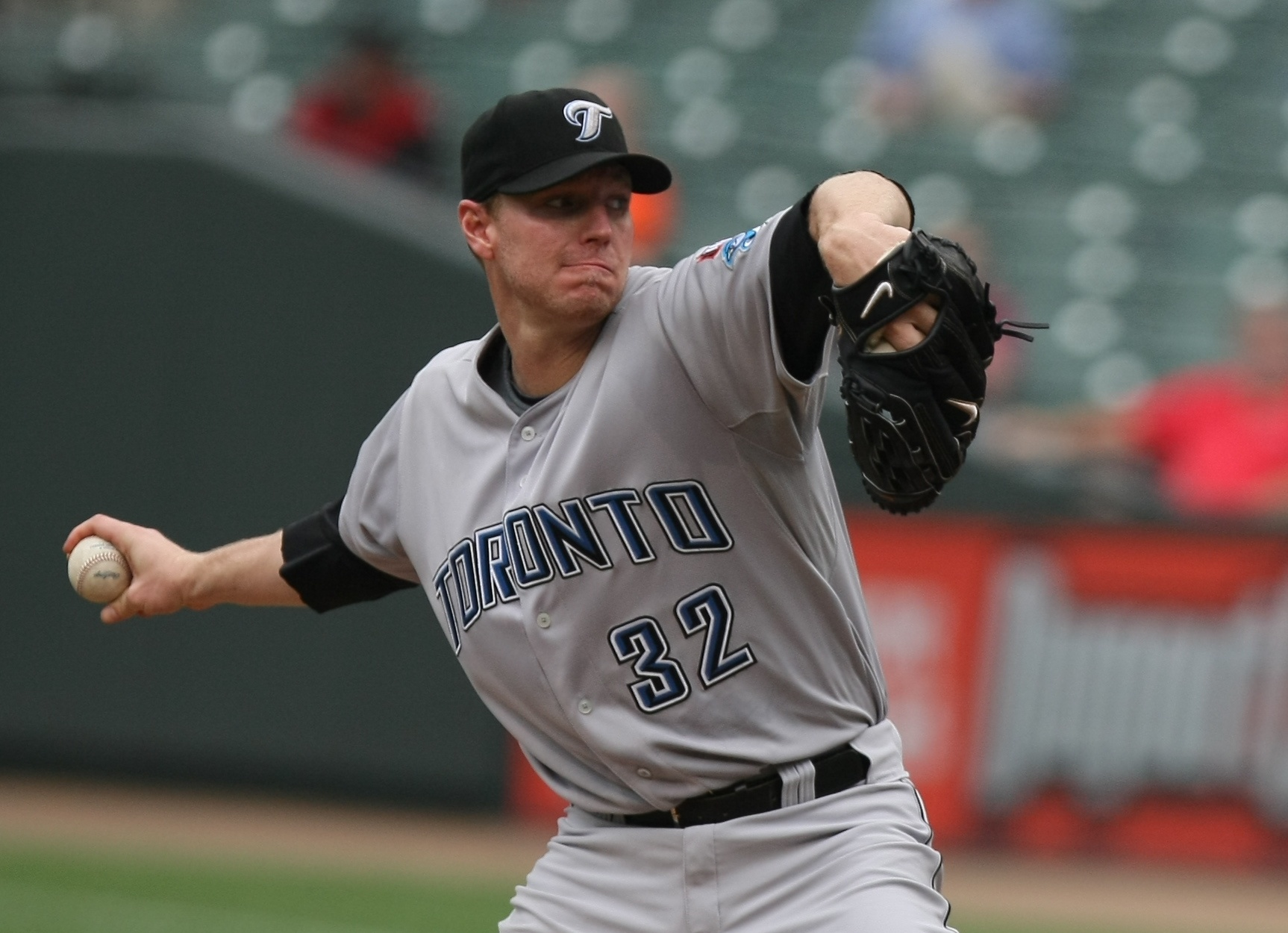
Питчер Блю Джейс Рой Халлидей

В 2009 году на форме команды появилось два новых элемента - ярко-красный кленовый лист на правой руке и чёрная нашивка с именем "TED" на левой, в память об умершем в межсезонье владельце команды.
В стартовом матче сезона на своём поле Блю Джейс уверенно переиграли Детройт Тайгерс со счётом 12:5. Эта победа задала тон дальнейшим выступлениям команды. На Матч всех звёзд в Сент-Луис отправились Рой Халлидей и Аарон Хилл. Команда одержала 27 побед при 14 поражениях в первой части сезона, но затем наступил спад. Последовала серия из девяти поражений подряд и в сезон Блю Джейс вернуться уже не сумели. В середине августа Блю Джейс покинул Алекс Риос, отправившийся в Чикаго Уайт Сокс. 3 октября на финише неудачного сложившегося сезона был уволен Риккьярди. Его место занял бывший ассистент - Алекс Антопулос. По итогам сезона Серебряную биту получили Аарон Хилл как второй бейсмен и Адам Линд как назначенный бьющий.
- Итоги сезона - 75 побед, 87 поражений, % побед - 0.463, четвёртое место в дивизионе

### 2010 - 2015 Эра Алекса Антопулоса и Хосе Баутисты

#### 2010

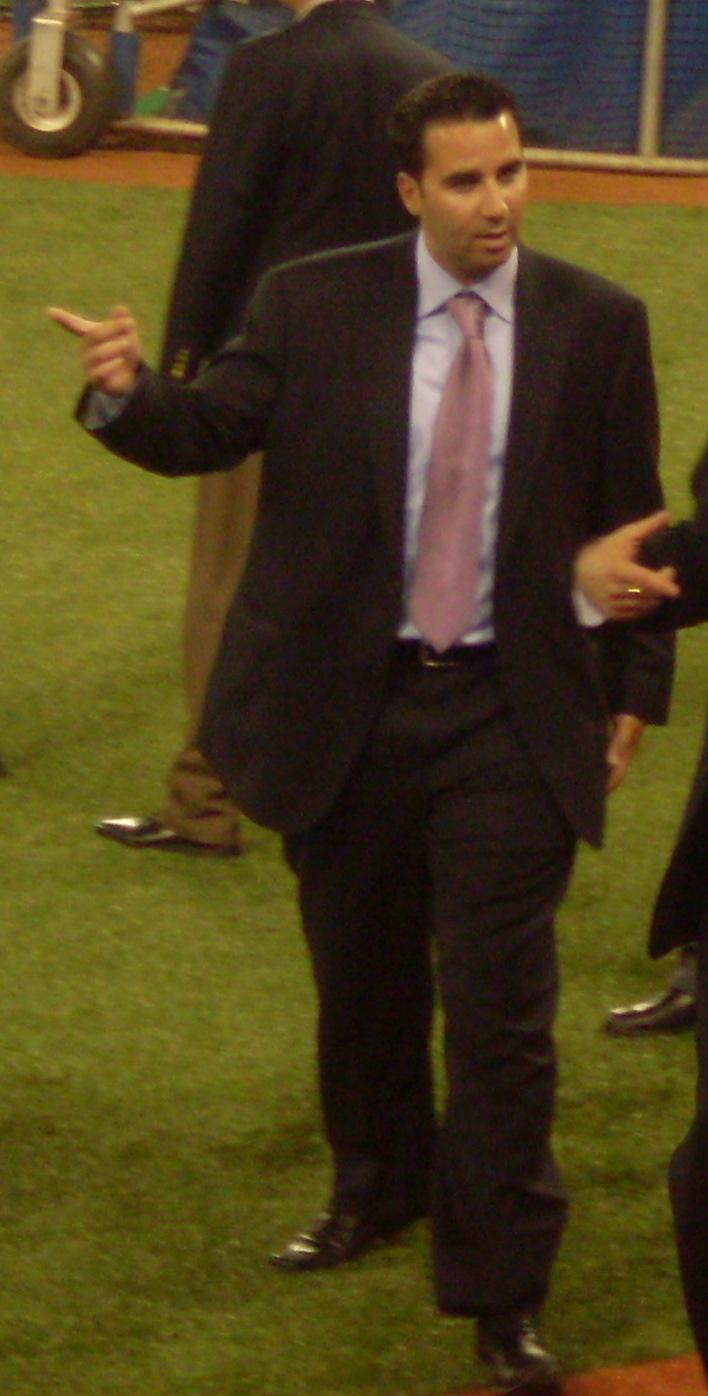
Алекс Антопулос в первом сезоне на посту генерального менеджера «Блю Джейс».

В межсезонье команду покинул Рой Халлидей, обменянный в «Филлис». Взамен «Блю Джейс» получили Кайла Драбека, Трэвис д'Арно и Майкла Тейлора. Тейлор сразу же отправился в «Окленд Атлетикс» в обмен на Бретта Уоллеса. В качестве свободных агентов были подписаны кетчер Джон Бак и шортстоп Алекс Гонсалес.
В 2010 году команда одержала на десять побед больше чем в прошлом сезоне. Отличный чемпионат провёл Хосе Баутиста, выбивший 54 хоум-рана и побивший рекорд клуба, установленный Джорджем Беллом (47 хоум-ранов). Он стал двадцать шестым в истории игроком, выбившим 50 HR за сезон. Также был установлен общекомандный рекорд по количеству хоум-ранов - 257 за сезон, что на 13 больше предыдущего достижения в 2000 году. Этот показатель стал третьим в истории Лиги вместе с аналогичным достижением «Балтимор Ориолс» в сезоне 1996 года Хосе Баутиста, Вернон Уэллс, Аарон Хилл, Адам Линд, Лайл Овербей, Джон Бак и Эдвин Энкарнасьон выбили более 20 HR за сезон каждый, что явилось повторением рекорда Лиги.
14 июля Алекс Гонсалес вместе с двумя резервистами был обменян в «Атланту» на Йо-Йо Рейеса и Юнеля Эскобара.
7 августа в команде дебютировал кетчер Джей Пи Аренсибия, реализовав четыре выхода на биту из пяти, сделав два хоум-рана, один из которых после первой же подачи. На следующий день Брендон Морроу остановился в одном ауте от ноу-хиттера.
- Итоги сезона - 85 побед, 77 поражений, % побед - 0.525, четвёртое место в дивизионе

#### 2011

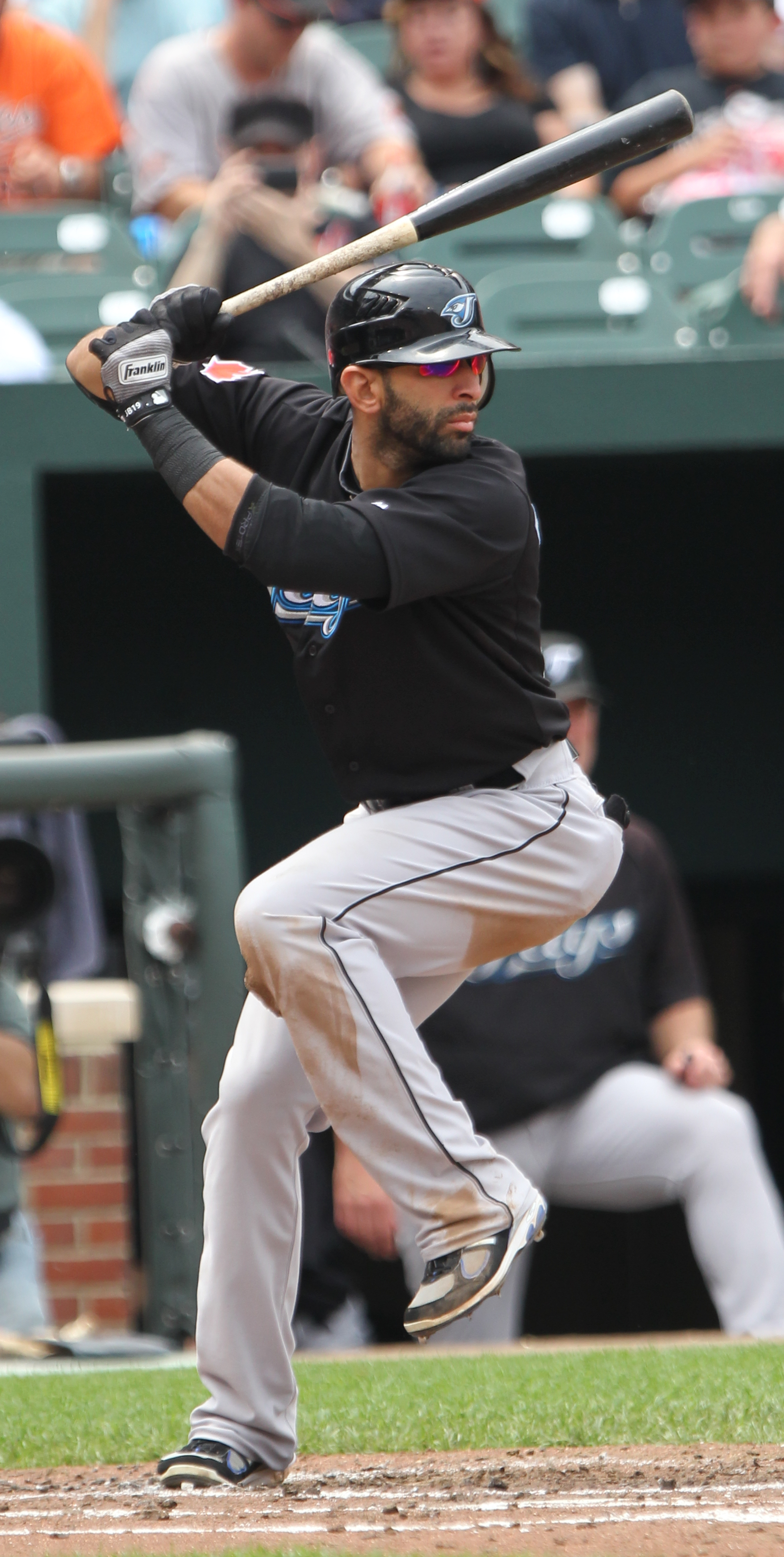
Правый филдер Блю Джейс Хосе Баутиста

Ведомый новым менеджером Джоном Фарреллом Блю Джейс финишировали в чемпионате выиграв 50% матчей. Подписавший новый пятилетний контракт на $64 млн, Хосе Баутиста выдал ещё более мощный сезон, чем в 2010 году. В его активе по итогам чемпионата - 43 хоум-рана, 103 RBI, 132 уока и средний показатель отбивания 0.302. Новичок Аренсибия также проявил себя, установив рекорд сезона для кетчеров Блю Джейс с 23 хоум-ранами. В августе в команде дебютировал ещё один многообещающий новичок - третий бейсмен Бретт Лоури, отметивший дебют 9 хоум-ранами, 4 триплами и 25 RBI в 43 проведённых играх.
Стартовый питчер Рикки Ромеро привёл команду к 15 победам с 2.92 ERA. Он впервые в карьере был приглашён на Матч всех звёзд. Другие питчеры выступили нестабильно и по ходу сезона Фаррелл попробовал двенадцать разных игроков в роли стартера. Джон Рауч и Франк Франсиско оспаривали роль клоузера и к концу чемпионата Франсиско утвердился на первых ролях, сделав в сентябре 6 сейвов.
31 июля Блю Джейс вывели из обращения первый номер в своей истории - №12, под которым выступал Роберто Аломар. Неделей позже Аломар стал первым игроком Торонто, введённым в Зал славы.
- Итоги сезона - 81 победа, 81 поражение, % побед - 0.500, четвёртое место в дивизионе

#### 2012
Этот сезон снова отметился небывалой эпидемией травм. Блю Джейс установили сомнительный "рекорд", задействовав по ходу сезона 31 питчера. В июне в течение четырёх дней выбыло сразу три питчера - Брендон Морроу, Кайл Драбек и Дрю Хатчисон. Двум из них потребовалась "операция Томми Джона". Старт сезона из-за травм также пропускали Дастин МакГоуэн и Джесс Литч. Во второй половине сезона травма настигла и лидера команды - Хосе Баутисту. Всё это привело к неудачным итогам сезона -  73 победы при 89 поражениях. В качестве надёжного клоузера зарекомендовал себя Кейси Янссен, сделавший 22 сейва, а Эдвин Энкарнасьон стал одним из сильнейших бьющих (42 хоум-рана, 110 RBI, 0.280 AVG).
В стартовой игре сезона Блю Джейс победили Кливленд Индианс на выезде - 7:4 в 16 иннингах, что стало рекордом по продолжительности стартовой игры MLB. Предыдущее достижение - 15 иннингов - было зафиксировано 13 апреля 1926 года в игре между Вашингтон Сенаторс и Филадельфией Атлетикс и повторено 19 апреля 1960 года Детройтом и Кливлендом.
20 апреля в матче против Канзас-Сити Роялс игроки Джейс сделали трипл-плей, впервые с 1979 года.
- Итоги сезона - 73 победы, 89 поражений, % побед - 0.451, четвёртое место в дивизионе